# ایوت کاچویس
ایوت کاچویس (انگلیسی: Yvette Cauchois؛ ۱۹ دسامبر ۱۹۰۸ – ۱۹ نوامبر ۱۹۹۹) یک فیزیک‌دان اهل فرانسه بود. وی به دلیل مطالعات بر روی طیف‌بینی پرتو ایکس شهرت پیدا کرد.
وی همچنین برنده جوایزی همچون لژیون دونور (شوالیه) شده است.